# Sylvia Waugh
Sylvia Waugh (ur. 1935 w Gateshead) – brytyjska pisarka literatury młodzieżowej.

## Życiorys
Sylvia Waugh urodziła się w Gateshead, Tyne & Wear w północnej Anglii w roku 1935. Uczęszczała do Gateshead Grammar School. Pracowała w pełnym wymiarze godzin jako nauczycielka gramatyki przez siedemnaście lat. W 1993 opublikowała swoją pierwszą książkę, Mennymsowie, która z czasem przekształciła się w całą serię, przetłumaczoną na siedemnaście języków. Jej trylogia Ormingat otrzymała bardzo dobre recenzje. Książki zostały opublikowane w języku japońskim (wszystkie trzy) i hiszpańskim (Space Race).

## Nagrody
- 1994 - Mennymsowie zdobyli nagrodę Guardian[1]